# 도쿄전력 후쿠시마 원자력 발전소 사고 조사 위원회
도쿄전력 후쿠시마 원자력 발전소 사고 조사 위원회(東京電力福島原子力発電所事故調査委員会)는 2011년 도호쿠 지방 태평양 해역 지진으로 인하여 일어난 후쿠시마 제1원자력 발전소 사고의 경위와 원인을 규명하고 향후 원자력 발전소 사고의 예방과 사고로 인하여 발생하는 피해를 줄이기 위한 시책 또는 조치에 대해 제언할 수 있도록 하는 것을 목적으로, 일본의 도쿄전력 후쿠시마 원자력 발전소 사고 조사 위원회법에 근거하여 일본 국회가 설치한 기관이다.

## 설치와 권한, 활동
위원회는 일본의 입법기관인 일본 국회가 법률에 근거하여 설치한 사고 조사 위원회로, 일본 국무회의의 결정에 따라 일본 내각이 설치한 ‘도쿄전력 후쿠시마 원자력 발전소의 사고 및 조사 검증 위원회’와는 설치 근거가 다르다. 사고 조사 위원회는 도쿄전력과 관련 사업체, 정부 내각을 포함한 관계된 행정기관 등으로부터 조사 및 자료등의 제출, 참고인 출석 을 요구할 수 있다. 또한, 위원회는 ‘도쿄전력 후쿠시마 원자력 발전소 사고에 따른 양원의 의원 운영 위원회 합동 협의회’에 국회법의 부칙에 따라 필요하다면 국정조사를 요청할 수 있다.
위원장을 비롯한 9명의 위원은 임명된 날로부터 6개월 후에 조사 결과 보고서를 일본 중의원 의장 및 참의원 의장에게 제출해야 한다. 위원회는 2012년 7월 5일, 중의원과 참의원 의장에게 보고서를 제출하였고, 이와 동시에 공표되었다. 위원회의 설치 근거가 되는 도쿄전력 후쿠시마 원자력 발전소 사고 조사 위원회법은 시행 뒤 1년 후에 효력을 잃는 것으로 되어 있다. 위원회의 회의는 공개하는 것을 원칙으로, 일본의 여러 TV사에서 회의를 중개하였고 방청객도 있었다. 회의록은 보존되며 비밀을 요하지 않는 회의록은 의회의 의원들에게 배포되었다.
2011년 12월 8일에 위원회를 발족하였으며, 동시에 이 날 열린 위원 위촉식 이후의 기자회견에서 쿠로카와 키요시 위원장은 “국민의, 국민에 의한, 국민을 위한 조사를 하고 싶다. 세계에서 일본의 신뢰를 다시 쌓고 싶다”고 발언한 바 있다. 2011년 12월 19일, 후쿠시마 시에서 첫 위원회 회의를 열고 사고 조사, 피해 조사 등의 4개의 부를 설립하기로 하였다.